# Loreto (Chile)
Loreto es una localidad chilena ubicada en la bahía Loreto, a 3 km al suroeste de Caldera. Su playa tiene aguas tibias y tranquilas, aptas para el baño.

## Turismo
En la localidad se pueden alquilar casas de verano, que se ubican frente al mar, hacer picnics en sus mesas y bancas de madera establecidas; o disfrutar de sus mariscos frescos.

## Transporte
Está camino a Bahía Inglesa, 3 km al sur de Caldera, se pueden tomar taxis o bien caminar si el tiempo no apremia.